# Vincenzo Dandolo
Vincenzo Dandolo (Venecia, 12 de octubre de 1758 – Varese, 13 de diciembre de 1819) fue un médico, químico y político liberal italiano.

## Biografía
Hijo de un judío converso y químico de profesión de nombre Abraham Uxiel, que había asumido el nombre cristiano de Marcantonio Dandolo después de su conversión y de la veneciana Laura Steffani. En 1791 dirigió la primera edición italiana del "Tratado elemental de química" de Antoine Laurent Lavoisier y criticó la oligarquía veneciana.
Después de la caída de la República de Venecia, tomó parte activa en la creación de un nuevo municipio pro-francés pero algún tiempo después Venecia fue cedida al Archiducado de Austria y se fue a Milán como miembro del cuerpo legislativo (1797), donde profesó la necesidad de una democracia moderna, la libertad de prensa y la venta de los bienes eclesiásticos.
En 1805, Napoleón I lo hizo gobernador de Dalmacia, donde se distinguió por sus grandes esfuerzos para eliminar la pobreza y ociosidad, drenando los pantanos pestilentes e introduciendo métodos de agricultura científica en la región.
Dandolo escribió varios libros sobre agricultura, ganadería y sericultura, murió en Varese el 12 de diciembre de 1819.